# Dénordification
La dénordification (Entnordung en allemand) constitue, selon les théoriciens du nazisme, le pendant racial de la décadence politique qu'auraient connue les peuples au cours de leur histoire. Le concept est forgé à partir de l'analyse par les théoriciens du nazisme, Adolf Hitler et Alfred Rosenberg, et notamment de leur lecture de la décadence de Rome.

## Concept
Le terme dénordification renvoie à la dilution du sang aryen, indogermanique nordique, par l'apport au sein de la race nordique de populations non nordiques. Ainsi, selon Richard Walther Darré, ce sont les succès remportés par les populations sémitiques sur la race aryenne qui constitueraient les prémices du processus de dénordification. Selon lui, ce serait aussi par la perte de sens de la double dimension expansionniste, à la fois guerrière et agraire, que les populations germaniques perdent leur spécificité par rapport au nomade sémite.
Selon l'historien nazi Ferdinand Fried, c'est à partir de la destruction du Temple de Jérusalem que le peuple juif aurait eu recours à des moyens détournés de lutte contre la construction indogermanique que constitue l'Empire Romain. C'est en effet au contact d'une race juive parasitaire que les peuples indogermaniques, bâtisseurs d'empire, connaîtraient ce sort peu enviable : un fascicule de propagande SS recense les moyens déployés par les Juifs pour leur travail de sape des fondements des empires germaniques qu'ils haïraient mais souhaiteraient dominer : l'infiltration raciale, les intrigues de cour et le noyautage financier.
De plus, la révolution de 1917 a modifié les données, selon Hans Günther : le principal responsable de la dénordification du peuple allemand n'est plus la race alpine, mais la race ostique : promoteurs des théories de Lamarck, les bolcheviks représentent ainsi les principaux adversaires de la race nordique, seraient les derniers avatars en date des envahisseurs asiatiques qui ont déferlé sur l'Europe depuis la période romaine et ainsi, représenteraient une menace mortelle pour la race nordique. Ainsi, à partir de la prise du pouvoir par le NSDAP, ce dernier développe l'idée que le principal ennemi de la race nordique serait le communisme tatar.

## La dénordification dans l'Histoire
Selon les fascicules de propagande diffusés par le NSDAP, ou les historiens nazis, les grandes constructions territoriales, toutes d'inspiration nordique, que ce soit l'empire d'Alexandre le Grand, ou bien l'Empire romain, ont connu un processus de décadence lié à la perte, au sein des populations qui ont bâti ces empires, de l'élément racial nordique qui permit la conquête.

### Période hellenistique
La période hellénistique, mais aussi l'histoire romaine, sont ainsi abondamment étudiées, et permettent aux intellectuels proches du NSDAP de proposer une réflexion qui se veut cohérente et appuyée sur l'Histoire et son étude.
Alexandre le Grand constitue en effet un enjeu important de débats entre théoriciens nazis de la race indogermanique nordique : certes, Fritz Schachermeyr et Alfred Rosenberg partagent l'idée qu'Alexandre appartient à la race nordique, mais avec d'autres, ils divergent entre eux autour des buts réels poursuivis par Alexandre, donc sur l'ampleur de la dénordification qu'aurait connu les Macédoniens et les Grecs durant le règne d'Alexandre : Schachermeyr condamne les noces de Suse, tandis que Rosenberg y voit un rapprochement entre rameaux de la race nordique. La période hellénistique est perçue par contre comme une période de décadence raciale : les Grecs, nordiques, sont entrés en contact avec les Phéniciens et les Sémites, et leur triomphe apparent constitue, aux yeux de Fritz Taeger, une défaite raciale sans précédent, prélude à un processus de dénordification des Grecs.

### Période romaine
L'Empire romain connaît lui aussi, selon Rosenberg, Hitler et d'autres intellectuels nazis à leur suite, le même processus : celui-ci, réduit pour la circonstance à ses dirigeants, aurait connu à partir du règne des Sévères un processus de décadence raciale accélérée. En effet, selon Walter Brewitz, historien nazi de l'Antiquité romaine, Caracalla clôt en 212 un processus initié en 443 av. J.-C. lorsque sont autorisés à Rome les mariages entre patriciens et plébéiens.
Brewitz, dans son article de 1936 intitulé La Dénordification des Romains, s'intéresse ainsi aux empereurs des dynasties successives, et à leurs représentations : selon lui, Auguste et Livie sont ainsi d'ascendance nordique incontestable, les Flaviens constitueraient la dernière dynastie nordique de l'Empire romain, Hadrien présenterait des traits issus de mélanges non nordiques, qui restent tolérables, pour Brewitz, si on les compare aux membres de la dynastie sévérienne, ou des empereurs militaires, exception faite du Goth Maximin le Thrace. Pour Rosenberg et Brewitz, cette décadence visible, tangible, est en réalité souterraine depuis la loi de 443 av. J.-C. qui autorise le mariage entre patriciens et plébéiens. Pour Rosenberg, la chute de la Rome Nordique se situe en 212, lorsque Caracalla, « répugnant bâtard qui se pavane sur le trône des Césars », octroie la citoyenneté romaine à tous les habitants libres de l'Empire.

## Causes de la dénordification

### Le christianisme, facteur de la dénordification
Pour Ludwig Ferdinand Clauẞ, théoricien de la psychologie des races et très lié au mouvement de la foi allemande, la perte de l'« âme nordique » constitue aussi un élément du processus de dénordification : la perte de la sensibilité nordique serait selon lui aussi la disparition d'un mode de vie spécifiquement nordique. Richard Darré dresse un parallèle entre la christianisation de la Germanie et l'imposition aux Germains d'une culture orientale.
D'autres, autour du mouvement de la foi allemande, développent l'idée de l'imposition par la force du christianisme aux populations germaniques : le christianisme est en effet un exemple de la cruauté juive, puisque la foi chrétienne aboutirait à la soumission des populations germaniques. Himmler fait d'ailleurs dresser, jusqu'en 1944, un inventaire de la chasse aux sorcières, dans l'ensemble des fonds documentaires du Reich : les sorcières constituent des victimes toutes désignées de la rapacité des Juifs et de leur projet de destruction des populations nordiques.

### Facteurs sociaux
Certains raciologues nazis, notamment Hans Günther, recherchent les causes de la dénordification dans les modifications économiques et sociales du XIXe siècle. 
Ainsi, Günther recherche les causes des mélanges raciaux, sources d'affaiblissement de la race nordique, dans l'urbanisation, l'émigration des populations nordiques en direction d'autres parties du monde et, enfin, la baisse de la natalité, qui frapperait plus, selon Günther, les populations nordiques. 

## La dénordification, outil de propagande nazie

### De nombreuses publications
Au fil du Troisième Reich, de très nombreux écrits développent ce concept et les moyens à mettre en œuvre pour y faire face.
La propagande nazie dénonce le peuple juif comme un ennemi implacable, en lutte ouverte puis en lutte souterraine, contre les peuples nordiques, et prône sa destruction par le biais d'une guerre des races préventive.
Mais le peuple juif n'est pas le seul adversaire du peuple nordique et de l'Allemagne : pour les promoteurs du concept de dénordification, la race nordique, dolichocéphale, est assaillie au Sud, à l'Est et à l'Ouest par différents rameaux de la race asiatique, brachycéphale. Pour affronter cet ennemi, il apparaît alors nécessaire, aux yeux de Günther et de ses continuateurs, dont Walther Darré, de mener une politique à la fois agrarienne et nataliste.

### Dénordification et politique raciale nazie
Face à ce déclin racial, les raciologues nazis préconisent une stricte politique de renordification. Ainsi, dans la logique de son ouvrage Raciologie du peuple allemand, Hans Günther, l'un des théoriciens de la race nordique, propose une politique raciale, la renordification, propre à lutter contre ce processus, politique définie par une inversion du rapport de forces racial au sein du peuple allemand.
Appuyé sur la croyance que le métissage ne crée pas de race nouvelle, mais permet le développement chez les individus de caractère hybrides, issus des races dont sont issus leurs ancêtres, Hans Günther propose de déterminer la part de sang nordique dans le peuple allemand; à  cette fin, il fait appel aux statisticiens raciaux, Karl Keller et Josef Götz, le premier souhaitant conférer aux statistiques raciales un rôle dans la définition de la politique nazie, le second aspirant à utiliser ces statistiques dans un but scientifique et administratif. Günther propose ainsi, une fois déterminée la part de sang nordique, de mettre en place une politique de recherche et de valorisation systématiques des caractères nordiques au sein de la population allemande dans un premier temps.
Lors de l'élaboration des projets coloniaux et raciaux, les planificateurs raciaux nazis insistent sur la nécessité de mettre en place des paysages familiers, au sein de microclimats créés pour l'occasion, propices à l'épanouissement du sang germanique sur les terres conquises en Pologne et en Union soviétique. 